# Královská opera ve Stockholmu
Švédská královská opera ve Stockholmu (švédsky Kungliga Operan) je operní dům v centru švédského Stockholmu. Místo i název dvou operních scén se v průběhu dějin mnohokrát měnil.

## Stará operní scéna
První operní scéna ve Stockholmu byla slavnostně otevřena králem Gustavem III. v roce 1780, ačkoli první představení se konalo již 18. ledna 1773. Stará budova byla uvedena do provozu Gustavem III. v roce 1775 a byla dokončena v roce 1782. Jejím autorem byl architekt Carl Fredrik Adelcrantz. Tehdejší král byl typický osvícenský patron umění.
Tato první budova byla v provozu jedno století a na konci 19. století ji nahradila nová. Během této doby se název obou scén několikrát změnil.

## Současná operní scéna
Stará budova byla zbořena v roce 1892 a nahrazena novou neoklasicistní budovou architekta Axela Johana Anderberga a slavnostně otevřena v roce 1899 králem Oskarem II. Provoz byl zahájen operou Estrella de Soria švédského skladatele Franze Berwalda.
Sál má kapacitu 1 200 osob.